# Србски православни појци
Србски православни појци су а капелa састав који се бави очувањем српске традиционалне музике. У свом репертоару негује песме првенствено духовног, али и националног, етно и староградског карактера.
Као састав окупили су се 26. новембра 2011. године када су четири пријатеља, колеге са Теолошког факултета, решила да даром за песму који поседују улепшају црквена богослужења. Како је идеја расла, ширио се спектар песама, а како је расло ангажовање овог састава, тако се и број чланова повећавао, који је достигао десетак чланова 2019. године.
Великим трудом и залагањем Србски православни појци постају незаобилазан део многих световних окупљања, а то препознаје и патријарх српски Иринеј и 31. октобра 2013. године даје благослов у сваком даљем њиховом раду на очувању српске музике.
Идејни творац и оснивач Србских православних појаца је Марко Качаревић, док је слава састава Света Тројица — Духови.

## Историја наступа
Састав је одржаво велики број концерата, академија и наступа, међу којима се издваја пет великих београдских концерата:
- 28. април 2014. године, први концерт у Београду, у холу Народне банке Србије;
- 22. децембар 2015. године, у великој сали Коларчеве задужбине, који је, са преко 1350 посетилаца, остварио рекорд за присуство публике. У круговима познавалаца ове врсте музике је оцењен као један од најквалитетнијих и најразноврснијих. Тим концертом састав је обележио почетак свог још посвећенијег и још ангажованијег рада;[3]
- 26. новембар 2016. године, у великој дворани Дома синдиката;
- 12. јануар 2018. године, у великој сали Коларчеве задужбине;[4]
- 12. јануар 2019. године, у великој сали Коларчеве задужбине.[5]

У првих пет концерата, проширили су репертоар са многим песама које су биле у опасности од пада у заборав. Осим концерата у Београду, често наступају пред српском дијаспором и на Косову и Метохији.

## Пројекти
Од најважнијих пројеката у којима су учествовали издваја се учествовање у снимању другог CD-а за обнову манастира Ђурђеви ступови као и  снимање CD-а са корачницама за Војску Србије. У сарадњи са градом Суботицом су 2018. године у једанаест суботичких основних и средњих школа држали предавања о српској традиционалној музици и националним симболима, а 2019. годинео држали свој први камп српске традиционалне музике у истом граду.
Такође, у сарадњи са општином Барајево и Центром за културу Барајево по Васкрсу 2018. године, започели су рад са средњошколцима из те општине и формирали свој подмладак коме се прикључио и велики број талентоване деце издругих општина и градова.
Србски православни појци су јуна 2019. године дали свој допринос у обележавању 20 година од НАТО агресије на нашу земљу снимивши CD Трилогија са Кошара, аутора песама Невена Милаковића и комозитора Саше Поповића Вука. На тај начин су представили битку на Кошарама са уметничке стране и тако тај херојски чин младих људи према својој отаџбини кроз песму сачували од заборава.

## Награде и признања
Међу многобројним признањима за свој досадашњи посвећен рад у очувању српске традиционалне музике издвајају се признање Министарства културе и информисања Културни образац, као и признање 63. падобранске бригаде.